# Kerti feketehangya
A kerti feketehangya (Lasius neglectus) a vöröshangyaformák (Formicinae) alcsaládjába sorolt hangyák feketehangya-rokonúak (Lasiini) nemzetségében a névadó feketehangya (Lasius) nem egyik faja.

## Származása, elterjedése
Valószínűleg Nyugat-Ázsiából származik, de eredeti élőhelyét a 2020-as évekig nem sikerült behatárolni. Mivel királynői nem hagyják el a fészket, a fajt egyértelműen az emberek terjesztik — gyeptéglákkal, faiskolák földlabdáival stb. Ahol azonban megtelepszik, a tápterület összes táplálékát kisajátítja. A legtöbb, kisebb kolóniában élő őshonos fajnak így nem marad élelem, és azok kiszorulnak (Magyarósi) — eközben a néhány hatékonyan védekező faj elszaporodik (UNIDEB). Ez veszélyes inváziós fajjá teszi; a 2020-as évek elejére már Oroszország, a balti államok és Skandinávia kivételével az egész európai kontinensen elszaporodott. Újabb információk Szerint már Norvégiában, Oroszországban és az Egyesült Királyságban is megtelepedett.
Első európai előfordulását, az ún. „nulladik kolóniát” Budapesten mutatták ki egy budatétényi faiskolában. 2015-ig Magyarországon 21 szuperkolóniáját regisztrálták. Ezek egyike a Debreceni Egyetem Botanikus Kertjében van (UNIDEB).

## Megjelenése, felépítése
Ránézésre nagyon nehéz megkülönböztetni a Hazánkban is őshonos közönséges feketehangyától (Lasius niger).

## Életmódja, élőhelye
Többkirálynős bolyokban él. Legfőbb jellegzetessége, hogy egy-egy területen valamennyi fészek együttműködik a többivel; ezek a szuperkolóniák gyakran több millió egyedet számlálnak. Ezt úgy éri el, hogy ivaros nőstényei nem repülnek ki, hanem a bolyban maradnak. Ha a kolónia túl nagyra duzzad, akkor néhány királynő a szükséges számú dolgozóval elhagyja a régi bolyt, hogy újat alapítson — de ezután is kapcsolatban maradnak.

### Járulékos hatások
A virágfölddel széthurcolás következményeként a hangyával együtt terjed a nálunk faunaidegen hangyavendég (myrmecophil) bordázott hangyásászka (Platyarthrus schoblii) (UNIDEB).